# نای‌بند (طبس)

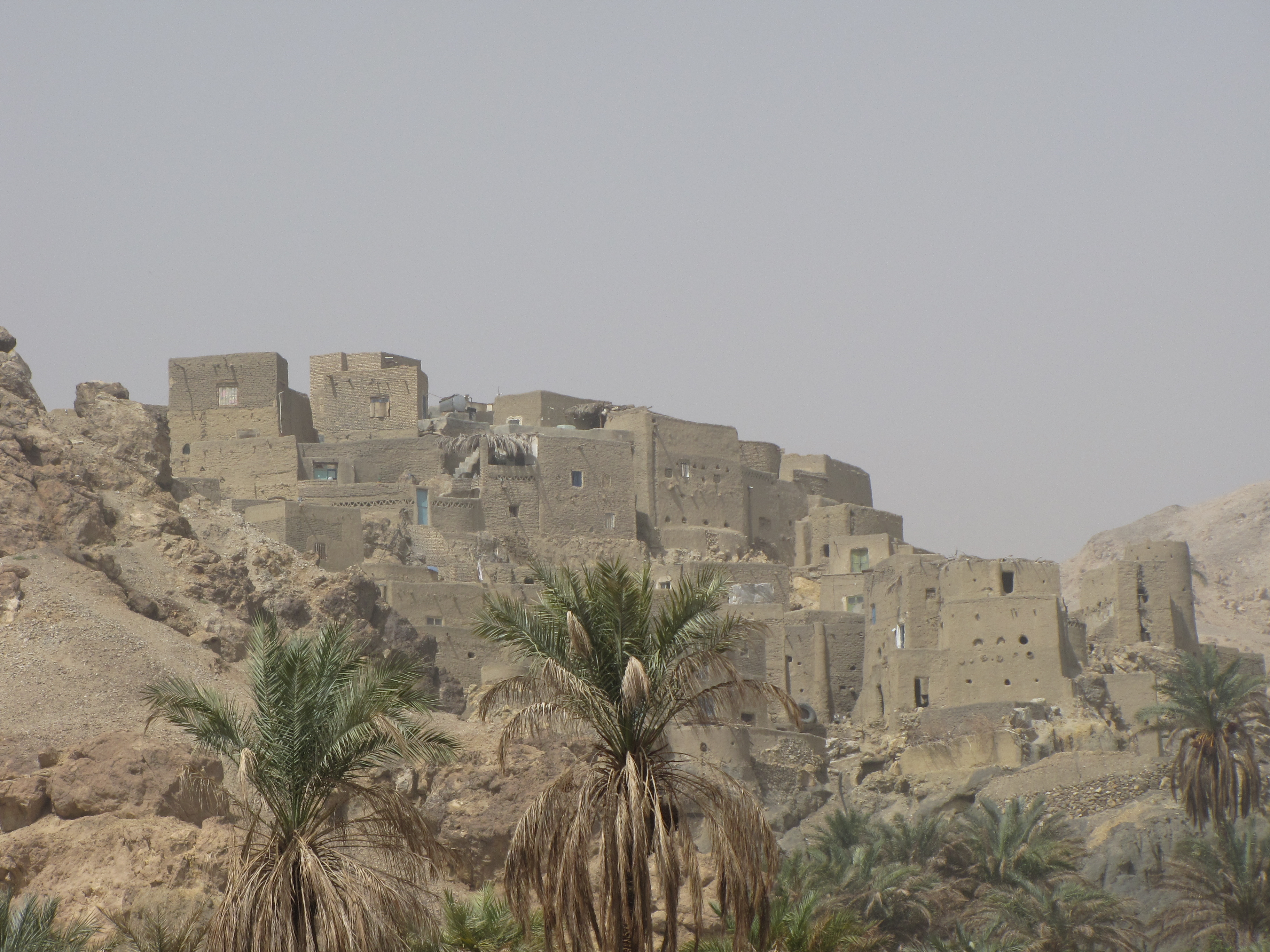
نمای کلی روستا.

نای‌بَند (نایْبَند)، روستایی است از توابع بخش دیهوک و در شهرستان طبس استان خراسان جنوبی ایران.

## جمعیت
این روستا در دهستان کویر قرار داشته و بر اساس سرشماری سال ۱۳۹۵ جمعیت آن (۱۲۶ خانوار) ۴۲۷ نفر
بوده است.

## گردشگری
روستای نای‌بند یکی از نمونه‌های معماری پلکانی را داراست که عنوان ماسوله کویر را به خود اختصاص داده است. 

با توجه به اینکه در شعاع حدود ۲۰۰ کیلومتری روستا، آبادی دیگری وجود ندارد، درختان نخل موجود در روستا همچون جزیره‌ای سبز در میان کویر به نظر می‌رسد.